# Lucimar Ferreira da Silva
Lucimar Ferreira da Silva (Brazíliaváros, 1978. május 8. –), közismerten Lúcio brazil labdarúgó hátvéd, jelenleg a Waldhof Mannheim játékosa.
A 2002-es labdarúgó-világbajnokságon vált ismertté a brazil válogatottban. A felesége Dione, akivel van három gyerekük: Victoria, João Victor, és Valentinna, aki csatárként játszik.
Erősen megfontolva ő a legjobb brazil középső védő, és kulcsember a brazil keret védelmében. A támadásban is közreműködik, gyakran felfutva az ellenfél térfelére.
A 2002-es világbajnokság negyeddöntőjében az Anglia elleni mérkőzésen Lúcio elkövetett egy hibát, melyből Michael Owen megszerezte a nyitó találatot. Scolari megvédte őt, azzal kezdve, hogy több hibát nem csinál. A döntőben Németország ellen Lúcio az összes támadást megállította, és 630 percet játszott a tornán. Ő volt az egyike a három legfontosabb játékosnak, a kapus Marcos-szal és a csapatkapitány jobbhátvéd Cafu-val együtt.
Klubszinten Lúcio  korábban az Internacional Porto Alegrében (1997–2000), a Bayer Leverkusenben (2000–2004) és a Bayern Münchenben (2000–2007) játszott.
Junior szinten játszott a brazil válogatottban a 2000-es Sydney-i Olimpián. Ahol csatárként játszott.
A 2006-os világbajnokságon beállított egy FIFA rekordot azáltal, hogy zsinórban 386 percet játszott, anélkül, hogy elkövetett volna egy szabálytalanságot, a sorozatot végül Brazília 1-0-s veresége törte meg a negyeddöntőben Franciaország ellen.
2009. július 16-án 3 éves szerződést kötött az olasz bajnok Internazionale-val.